# ینگی نوکت
ینگی نوکت (به قرقیزی: Жаңы-Ноокат، جاڭى نووقات) یک روستا در قرقیزستان است که در شهرستان نوکت واقع شده‌است. ینگی نوکت ۲۱٬۰۴۹ نفر جمعیت دارد و ۱٬۴۶۶ متر بالاتر از سطح دریا واقع شده‌است.